# Asparagus brachyphyllus
Asparagus brachyphyllus — вид рослин із родини холодкових (Asparagaceae).

## Біоморфологічна характеристика
Це дводомна трав'яниста рослина. Коріння бульбасте, м'ясисте. Стебла виткі, 20–100 см; гілки смугасто-гребенисті. Листова шпора не має або лише злегка шипаста. Кладодії в пучках по 4–10, злегка сплощені, неправильно-бороздчасті, 4–12 × ≈ 0.5 мм. Суцвіття розвиваються після кладодій. Квіти обох статей у пучках по 2–4; квітконіжка 3–6 мм. Чоловічі квітки: оцвітина блідо-пурпурувато-коричнева, дзвінчаста ≈ 7 мм. Жіночі квітки: оцвітина ≈ 3 мм. Ягода червона, 6–7 мм у діаметрі, 4- або 5-насінна. Період цвітіння: травень і червень; період плодоношення: серпень.

## Середовище проживання
Поширений у Казахстан, Таджикистан, пн. Туркменістані, пн. Узбекистані, Монголії, Китаї, Південній Кореї, Сибіру.
Населяє чагарники, відкриті трав'янисті схили, окрайці полів; від 800 до 2000 метрів.